# Simon Archer
Simon Archer (ur. 27 czerwca 1973 w Worcester) – brytyjski badmintonista.
Uczestniczył w Igrzyskach w Atlancie i Igrzyskach w Sydney, gdzie zdobył brązowy medal w grze mieszanej. Ponadto w 1998 zdobył tytuł Mistrza Europy w grze podwójnej mężczyzn, a także złote medale w grze mieszanej i brązowe w grze podwójnej mężczyzn na Igrzyskach Wspólnoty Narodów w 1998 i 2002.